# 노태엽
노태엽(盧泰燁, 1998년 2월 8일~)은 대한민국의 배우이다. 신장은 177cm이고, 2006년 광고 모델로 데뷔하였다.

## 학력
- 온곡중학교
- 청원고등학교
- 가천대학교 연기예술학과

## 출연작

### 드라마
- 2007년 KBS1《산너머 남촌에는》 - 윤수 역
- 2008년 KBS1《TV소설 큰 언니》 - 아이 역
- 2009년 MBC《돌아온 일지매》 - 아이 역
- 2009년 MBC《밥 줘》 - 아이 1 역
- 2009년 KBS2《파트너》 - 어린 이영우 역
- 2009년 MBC《히어로》 - 정배 역
- 2010년 MBC《볼수록 애교만점》 - 준표 역
- 2010년 MBC《개인의 취향》 - 어린 한창렬
- 2010년 KBS2《KBS 드라마 스페셜 : 끝내주는 커피》 - 어린 최창 역
- 2010년 EBS1《어린이 손자병법》 - 이방연 역
- 2011년 KBS2《공주의 남자》 - 단종(이홍위) 역
- 2012년 채널A《굿바이 마눌》 - 어린 김현철 역
- 2012년 KBS2《드라마 스페셜 연작시리즈 : SOS》 - 오지만 역
- 2012년 SBS《다섯 손가락》 - 어린 홍우진 역
- 2013년 SBS《원더풀 마마》 - 어린 장기남 역
- 2013년 MBC《소년, 소녀를 다시 만나다》 - 조셉 역
- 2013년 SBS《빛나는 로맨스》 - 골동품가게 손자 역
- 2014년 SBS《괜찮아, 사랑이야》 - 어린 장재범 역
- 2014년 MBC《오만과 편견》 - 어린 구동치 역
- 2016년 MBC《가화만사성》 - 어린 유현기 역
- 2017년 OCN《터널》 - 어린 목진우 역
- 2017년 OCN《블랙》 - 스티븐 우 역

### 영화
- 2008년《사람을 찾습니다》 - 아이 3 역
- 2011년《링크》 - 수정 남동생 역
- 2012년《범죄와의 전쟁: 나쁜놈들 전성시대》 - 14세 주한 역

### 뮤지컬
- 《빨간코 알루》(2007년)

### TV 프로그램
- 《막이래쇼》시즌2, 3, 4, 5
- 《김구라 김동현의 김부자쇼》
- 《동상이몽 괜찮아 괜찮아》
- 《톡하는대로》